# Aghásura

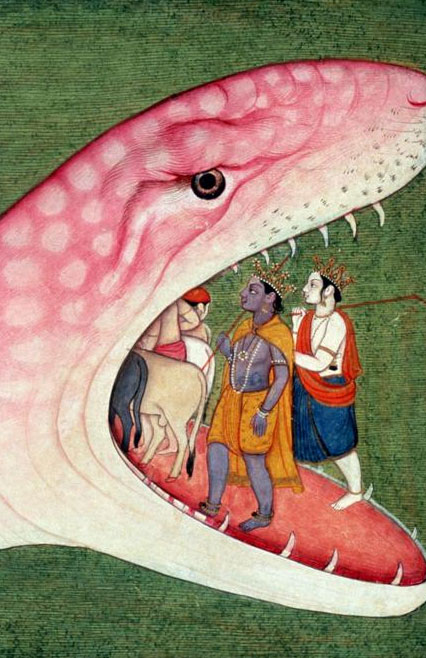
Habiendo entrado todos sus amigos pastorcitos, Krisná también ingresa con su hermano Balarama.
Pintura rayastaní del siglo XVIII.

En el marco de la mitología hinduista, Aghá o Aghásura es un ásura (demonio) que trató de matar al dios Krisná pero fue matado por este.
Aghá es uno de los generales del rey Kamsa, el hermano menor de la gigante Putana y de la grulla Bakasura.
Un estudioso en el tema afirma que Aghá podría haber sido no una persona sino una tribu aliada con un reyezuelo regional Kamsa, de Mathurá.
Este Kamsa, aliado con los magadhas (en la región de la actual Bijar) y con la ayuda de sus ayudantes demonios Baka, Putana, Pralamba, Chanura, Trinavarta, Aghá, Mushtika, Arishta, Duivida, Kesi, Dhenuka, Vana, Bhauma y otros asuras, atormentaron a los iádavas. Estos terminaron emigrando a los reinos de Kuru, Panchala, Kekaia, Salva, Vidarbha, Nishadha, Videja y Kausala. Solo algunos se quedaron atrás, bajo el despótico yugo del rey Kamsa.

## Nombre sánscrito
- agha, en el sistema AITS (alfabeto internacional para la transliteración del sánscrito).[5]
- अघासुर, en escritura devanagari del sánscrito.[5]
- Pronunciación:
  - /agjá/ en sánscrito[5] o bien
  - /ágh/ u /ógh/ en varios idiomas modernos de la India (como el bengalí, el hindí, el maratí o el palí).
- Etimología: proviene de agh (‘error’), relacionado con agháiati (‘irse equivocando’)[5]
  - ‘malo, peligroso’; según el Rig-veda;
  - ‘maldad, desgracia’; según el Rig-veda;
  - ‘pecaminoso, impuro’; según el Bhagavata-purana;
  - ‘pecado, impureza’; según las Leyes de Manu;

## Datación de la leyenda
La leyenda de Aghá ―como el mito completo de Krisná, en que el que se incluye el de Aghá― no aparece en el Rig-veda (el texto más antiguo de la India, de mediados del II milenio a. C.).
La primera mención a este asura apareció en el Visnú-purana (hacia el siglo IV d. C.). Allí afirma que el general Aghá asumió la forma de una enorme serpiente.
Más tarde esta historia fue ampliada en el Bhágavata-purana (en el siglo XI d. C.).

## Leyenda de Aghá

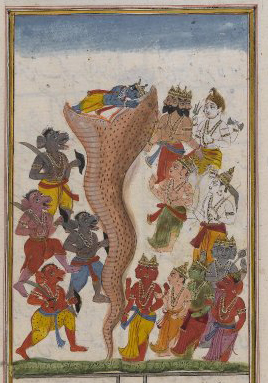
Krisná sojuzga a la serpiente Aghásura.
Imagen proveniente de un manuscrito indio no identificado; en poder del Museo de Brooklyn (Nueva York).

Habiendo sido avisado por Nárada de que sería matado por el niño Krisná, el rey Kamsa había hecho ya varios atentados contra su vida, todos ellos resultaron en fracaso.
Decidió enviar a su general Aghásura, quien aceptó de buena gana, ya que Krisná había matado a sus dos hermanos mayores, Putana (que había adoptado la forma de una giganta) y Bakasura (que había adoptado la forma de una grulla).
Aghá asumió la forma de una gigantesca serpiente de un ióyana (13 km) de longitud. El Bhágavata-purana agrega que Aghásura mimetizó su boca abierta disimulándola contra una montaña. (En realidad en Vrindavan ―que se encuentra en la planicie del río Ganges y el Iamuná― no hay montañas, pero el texto del Bhágavata-purana fue compuesto en el sur de la India por una o varias personas que evidentemente no conocían la región).
Los niños pastores compañeros de Krisná, confundieron su boca abierta con una caverna de la montaña, y entraron en ella, siendo tragados por el monstruo. Krisná pudo ver a sus amigos entrar, pero no pudo advertirles del peligro. Esto lo llenó de desesperación. Según el narrador omnisciente del Bhágavata-purana, Krisná por un momento se olvidó de su todopoderosa divinidad y quedó realmente confundido, en virtud de su energía interna iogamaia (a diferencia de las almas ordinarias, que son confundidas por la energía externa majámaia). Krisná, después de un instante de perplejidad, vino al rescate de los niños.
Krisná entró en la boca de la serpiente y aumentó el tamaño de su propio cuerpo. En respuesta, el demonio también amplió el tamaño de su cuerpo. Sin embargo, llegó un punto en que Aghá no pudo expandirse más. Su respiración se detuvo. Sofocado, empezó a hacer girar sus ojos de serpiente, hasta que finalmente se salieron de sus órbitas.
El alma del demonio ―según los hinduistas el alma no atraviesa la carne, sino que requiere de una salida natural (generalmente la boca)― como no encontraba ninguna salida, estalló a través de un agujero en la parte superior de la cabeza del asura. Cuando todo el aire vital del demonio salió, Krisná resucitó a todos los pastorcitos y los terneros, que habían muerto debido al fuego del estómago del demonio.

## Pecado representado por Aghásura
El Chaitania-siksa-amrita y el Krisná-samjita ―del escritor bengalí Bhaktivinoda (1838-1914)― presentan la hipótesis de que cada demonio que mató Krisná representa un pecado: así, Aghásura es la personificación de la crueldad y la violencia.